# Regulierter Markt
Regulierter Markt ist im Börsenwesen ein organisierter Markt, der als Börsensegment alle zum Börsenhandel zugelassenen Effekten umfasst.
Ein Markt ist allgemein ein freier Markt, wenn die Marktteilnehmer ihre Aktionsparameter (insbesondere Marktpreis, Menge, Produktqualität) frei aushandeln können. Unterliegen diese Aktionsparameter (abgesehen von Marktordnungen) jedoch behördlichen Eingriffen (etwa in Form von Fest-, Höchst- oder Mindestpreisen), so liegt ein regulierter Markt vor. Da auf dem Arbeitsmarkt ein Mindestlohn gilt, gehört er bereits deshalb zu den regulierten Märkten, die der Marktregulierung unterliegen.
Im Finanzwesen gehören die Börsen zu den regulierten Märkten, wobei sich die Marktregulierung auf andere Merkmale bezieht. Die Vielzahl der in Gesetzen verwendeten Marktbegriffe für Teilmärkte an Wertpapierbörsen kann dabei verwirrend wirken. Insbesondere im Börsengesetz (BörsG) und im Wertpapierhandelsgesetz (WpHG) gab oder gibt es – in alphabetischer Reihenfolge – den Amtlichen Markt, Freiverkehr, Geregelten Markt, Neuen Markt, organisierten Markt und Regulierten Markt, die teilweise auf EU-Recht beruh(t)en. Damit sollten bestimmte Handelsformen beschrieben werden, welche Effektenart unter welchen Voraussetzungen an einer Wertpapierbörse gehandelt werden darf.

## Rechtsgrundlagen in Deutschland
Der regulierte Markt ist ein „organisierter Markt“ im Sinne von § 2 Abs. 11 WpHG.
Seit November 2007 kann eine Zulassung von Wertpapieren zum Börsenhandel am regulierten Markt (General Standard) oder einem Teilmarkt des regulierten Marktes mit weiteren Zulassungsfolgepflichten (Prime Standard) erfolgen.
Das Börsengesetz (BörsG) erwähnt den regulierten Markt zwar als Rechtsbegriff, bietet jedoch keine Legaldefinition an. Infolge der Ersetzung der beiden gesetzlichen Marktsegmente „amtlicher Markt“ und „geregelter Markt“ durch den regulierten Markt im Börsengesetz war der Begriff „amtlicher Markt“ und „geregelter Markt“ durch den Begriff „regulierter Markt“ zu ersetzen. Daraus lässt sich schließen, dass der regulierte Markt sowohl Kriterien des ehemaligen „amtlichen Markts“ als auch des ehemaligen „geregelten Markts“ enthält.
Wertpapiere, die im regulierten Markt an einer Börse gehandelt werden sollen, bedürfen gemäß § 32 Abs. 1 BörsG der Zulassung oder der Einbeziehung durch die Geschäftsführung der Börse. Diese Zulassung ist vom Emittenten der Wertpapiere zusammen mit einem Kreditinstitut, Finanzdienstleistungsinstitut oder einem nach § 53 Abs. 1 Satz 1 oder § 53b Abs. 1 Satz 1 KWG tätigen Unternehmen zu beantragen (§ 32 Abs. 2 BörsG). Wertpapiere können nach § 33 Abs. 1 BörsG auf Antrag eines Handelsteilnehmers oder von Amts wegen durch die Geschäftsführung zum Börsenhandel in den regulierten Markt einbezogen werden, wenn die Wertpapiere bereits an einer anderen inländischen Börse zum Handel im regulierten Markt, in einem anderen EU-Mitgliedstaat oder in einem anderen Vertragsstaat des Abkommens über den EWS zum Handel an einem organisierten Markt oder an einem Markt in einem Drittstaat, sofern an diesem Markt Zulassungsvoraussetzungen und Melde- und Transparenzpflichten bestehen, die mit denen im regulierten Markt für zugelassene Wertpapiere vergleichbar sind, und der Informationsaustausch zum Zwecke der Überwachung des Handels mit den zuständigen Stellen in dem jeweiligen Staat gewährleistet ist, zugelassen sind und keine Umstände bekannt sind, die bei Einbeziehung der Wertpapiere zu einer Übervorteilung des Publikums oder einer Schädigung erheblicher allgemeiner Interessen führen.
Gemäß § 37 BörsG sind die in das Bundesschuldbuch eingetragenen Bundeswertpapiere sowie vergleichbare Schuldverschreibungen der EU-Mitgliedstaaten und des EWS kraft Gesetzes zum Handel im regulierten Markt zugelassen.
In den EU-Mitgliedstaaten tauchte der regulierte Markt im Zusammenhang mit der Richtlinie 2004/39/EG über Märkte für Finanzinstrumente auf, die in Deutschland mit dem Finanzmarktrichtlinie-Umsetzungsgesetz (FRUG) im November 2007 in deutsches Recht transformiert wurde. Der Rechtsbegriff „regulierter Markt“ ersetzt seitdem den „amtlichen Markt“ und den „geregelten Markt“, die nicht mehr existieren. Der Regulierte Markt entstand am 1. November 2007 durch die Fusion von geregeltem Markt und amtlichem Markt. Alle Wertpapiere, die vor dem 1. November 2007 einem der beiden fusionierten Segmente angehörten, wurden automatisch in den Regulierten Markt aufgenommen.

## Zulassung und Folgepflichten
Eine Zulassung von Effekten zum Börsenhandel hat die auf § 34 BörsG beruhenden Regelungen der Börsenzulassungsverordnung (BörsZulV) zu beachten, dem Zulassungsantrag mit Internationaler Wertpapierkennnummer muss stets ein Wertpapierprospekt beigefügt sein, der den Anforderungen des § 4 WpPG entspricht. Aus der einmaligen Zulassung ergeben sich permanent zu erfüllende Folgepflichten, die vor allem die Veröffentlichung von Unternehmensdaten (Jahresabschluss, Lagebericht und Risikobericht) betreffen.
Zulassungsvoraussetzungen im Einzelnen
- Das Unternehmen muss mindestens seit drei Jahren existieren (§ 3 Abs. 1 BörsZulV);
- der voraussichtliche Kurswert oder (falls dieser nicht geschätzt werden kann) das Eigenkapital des Unternehmens muss mindestens € 1,25 Mio. betragen (§ 2 Abs. 1 BörsZulV);
- das Unternehmen muss mindestens 10.000 Aktien emittieren (§ 2 Abs. 3 BörsZulV);
- Streubesitzanteil von mindestens 25 Prozent (§ 9 Abs. 1 BörsZulV);
- das Unternehmen muss einen Zulassungsprospekt mit Bilanzen, Gewinn- und Verlustrechnung sowie Kapitalflussrechnung für mindestens drei Jahre vorlegen können;
- die Wertpapiere müssen frei handelbar sein (§ 5 Abs. 1 BörsZulV).

Sollen Aktien zugelassen werden, muss das Eigenkapital des emittierenden Unternehmens mindestens 1,25 Millionen Euro betragen (§ 2 Abs. 1 BörsZulV), Anleihen müssen mindestens einen handelbaren Nennwert von 250.000 Euro erreichen (§ 2 Abs. 2 BörsZulV), Stückaktien mindestens 10.000 Stück (§ 2 Abs. 3 BörsZulV). Ein ausreichender Streubesitz von mindestens 25 % aller Aktien ist zu gewährleisten (§ 9 Abs. 1 BörsZulV).
Folgepflichten für den Emittenten
- Veröffentlichung eines Jahresabschlusses;
- Veröffentlichung eines Zwischenberichts für die ersten sechs Monate des Geschäftsjahres;
- Ad-hoc-Publizität (nach Art. 17 Marktmissbrauchsverordnung).

## Börsensegmente des Regulierten Marktes
Je nachdem, welche Anforderungen an die Markttransparenz durch emittierende Unternehmen zu erfüllen sind, unterscheidet die Börse Frankfurt zwischen Prime Standard und General Standard, die in der Börsenordnung (§§ 45 ff. BörsO für den General Standard und §§ 48 ff. BörsO für Prime Standard) geregelt sind.

### Prime Standard
Im Prime Standard vertretene Unternehmen gehören zu den multinationalen Großunternehmen. Sie sind zu hoher Transparenz verpflichtet, die internationalen Anforderungen entsprechen muss. Hierzu gehören unter anderem Jahresabschlüsse, die internationale Rechnungslegungsstandards wie die IFRS (International Financial Reporting Standards) erfüllen müssen und Quartalsberichterstattung.

### General Standard
Im Börsensegment des General Standard sind meist national tätige kleine und mittlere Unternehmen vertreten, die lediglich einen Jahresabschluss nach Handelsgesetzbuch (HGB) vorlegen müssen. Nur die Mindestvorschriften des BörsG sind zu beachten.

## Weiteres Börsensegment
Neben dem regulierten Markt gibt es nur noch den Freiverkehr, der seit Oktober 2005 Open Market heißt. Er wird durch die Frankfurter Börse zugelassen und von der Deutsche Börse AG betrieben.

## International
Der Regulierte Markt ist ein Rechtsbegriff der – inzwischen nicht mehr geltenden – Richtlinie 2014/65/EU vom 15. Mai 2014 über Märkte für Finanzinstrumente, so dass der Begriff in vielen EU-Mitgliedstaaten (noch) vorkommt.

## Wirtschaftliche Aspekte
Der regulierte Markt unterliegt der strengsten und umfassendsten Reglementierung aller Börsensegmente. Der Marktzutritt für Marktteilnehmer und Handelsobjekte ist hohen gesetzlichen Markteintrittsbarrieren ausgesetzt, die letztlich dem Anlegerschutz dienen. Als Marktteilnehmer (Handelsteilnehmer) gelten die nach § 19 BörsG zur Teilnahme am Börsenhandel zugelassenen Unternehmen und Personen wie Börsenhändler, Skontroführer und skontroführenden Personen (Spezialisten). Handelsobjekte bedürfen der Zulassung oder der Einbeziehung durch die Geschäftsführung der Börse.